# Gmina Libofshë
Gmina Libofshë (alb. Komuna Libofshë) – gmina położona w środkowo-zachodniej części Albanii. Administracyjnie należy do okręgu Fier w obwodzie Fier. W 2011 roku populacja gminy wynosiła 6149 osób w tym 3087 kobiety oraz 3062 mężczyzn, z czego Albańczycy stanowili 65,91% mieszkańców, 1,94% Arumuni, 0,10% Grecy. 
W skład gminy wchodzi jedenaście miejscowości: Libofshë, Vanaj, Daullas, Rreth-Libofshë, Agim, Metaj, Gozhdaras, Havaleas, Ndërnenas, Hasturkas, Adriatik.